# Alec McCrea
Alec McCrea (* 12. Januar 1995 in San Diego, Kalifornien) ist ein US-amerikanischer Eishockeyspieler, der seit Juli 2025 bei den Dresdner Eislöwen aus der Deutschen Eishockey Liga (DEL) unter Vertrag steht und dort auf der Position des Verteidigers spielt. Zuvor war McCrea bereits für die Iserlohn Roosters und Düsseldorfer EG in der DEL aktiv.

## Karriere

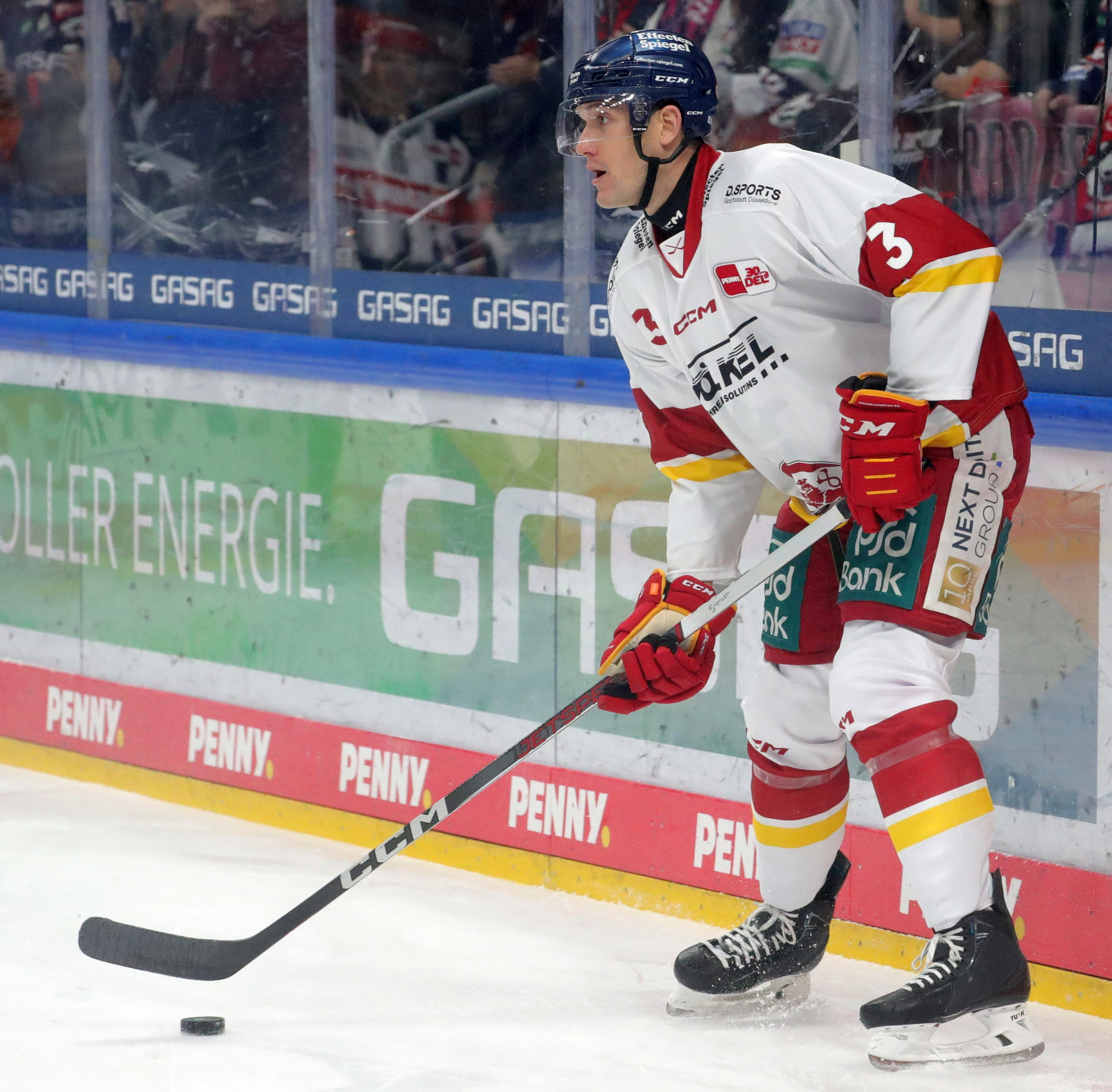
McCrea im Trikot der Düsseldorfer EG (2023)

Nach einem Jahr bei den Janesville Jets in der North American Hockey League (NAHL) kam Alec McCrea, der zuvor in seiner kalifornischen Heimat mit dem Eishockeyspielen begonnen hatte, zur Saison 2012/13 zu den Waterloo Black Hawks in die United States Hockey League (USHL), die ranghöchste Juniorenliga der Vereinigten Staaten. 2014 gewann er mit dem Team als erfolgreichste Mannschaft der Regular Season den Anderson Cup, musste sich in den Playoffs aber den Indiana Ice geschlagen geben. Ab dem Sommer 2015 spielte er vier Jahre lang für die Cornell Big Red, das Eishockeyteam der Cornell University. In der Saison 2017/18 wurde er zum besten defensiven Verteidiger der ECAC Hockey gewählt. In dieser Spielzeit sicherte sich das Team als Hauptrundensieger auch den Cleary Cup. Besonders in Erinnerung blieb er für ein Siegtor, das er 3,2 Sekunden vor dem Ende des Schlussabschnitts gegen die großen Rivalen aus Harvard erzielte.
Im April 2019 erhielt McCrea, der nie bei einem NHL Entry Draft ausgewählt worden war, einen Vertrag bei den Grand Rapids Griffins aus der American Hockey League (AHL) und kam so zu seinem Debüt als Profi. Ab Januar 2020 kam er, bis zum vorzeitigen Abbruch der Saison wegen der COVID-19-Pandemie, bei den Toledo Walleye in der ECHL zum Einsatz. Nachdem er in der folgenden, ebenfalls durch die Pandemie geprägten Spielzeit, insgesamt nur zu 20 Spielen für die Indy Fuel (ECHL) und Rochester Americans (AHL) gekommen und anschließend vereinslos in die Saison 2021/22 gestartet war, wechselte er im November 2021 nach Europa.
Nach einem Jahr bei den Iserlohn Roosters in der Deutschen Eishockey Liga (DEL) unterzeichnete er im Juli 2022 einen Jahresvertrag beim Ligakonkurrenten Düsseldorfer EG. Da er dort mit seinen Leistungen überzeugte – unter anderem hatte er ligaweit die meisten Schüsse geblockt –, wurde der Vertrag schon im Dezember um zwei weitere Spielzeiten verlängert. Nach dem Ende des letzten Viertelfinalspiels der Playoffs gegen den ERC Ingolstadt checkte McCrea den gegnerischen Torhüter Michael Garteig und wurde für drei Spiele gesperrt, sodass er den Beginn der Saison 2023/24 verpasste. Nach seinem Comeback gehörte er erneut zu den formstärksten Verteidigern der DEG und wies wie schon in der Vorsaison die beste Plus/Minus-Bilanz des Teams auf. Am Ende der Spielzeit 2024/25 stieg McCrea mit der DEG in die DEL2 ab. Er schloss sich daraufhin im Juli 2025 dem DEL-Aufsteiger Dresdner Eislöwen an.

## Erfolge und Auszeichnungen
- 2018 ECAC Best Defensive Defenseman
- 2018 All-Ivy League Second Team

## Karrierestatistik
Stand: Ende der Saison 2024/25
(Legende zur Spielerstatistik: Sp oder GP = absolvierte Spiele; T oder G = erzielte Tore; V oder A = erzielte Assists; Pkt oder Pts = erzielte Scorerpunkte; SM oder PIM = erhaltene Strafminuten; +/− = Plus/Minus-Bilanz; PP = erzielte Überzahltore; SH = erzielte Unterzahltore; GW = erzielte Siegtore; 1 Play-downs/Relegation; Kursiv: Statistik nicht vollständig)